# Sodiq Fatai
Sodiq Olamilekan Fatai (sinh ngày 4 tháng 6 năm 1996) là một cầu thủ bóng đá người Nigeria thi đấu cho Sporting Covilhã theo dạng cho mượn từ Paços de Ferreira.

## Sự nghiệp câu lạc bộ
Anh ra mắt chuyên nghiệp tại Giải bóng đá hạng nhất quốc gia Bồ Đào Nha cho Gil Vicente vào ngày 7 tháng 2 năm 2016 trong trận đấu trước Famalicão.